# Ореховский сельский совет (Полтавская область)
Ореховский сельский совет (укр. Оріхівська сільська рада) — входит в состав Лубенского района Полтавской области Украины.
Административный центр сельского совета находится в с. Ореховка.

## Населённые пункты совета
- с. Ореховка
- с. Барвинщина
- с. Кремянка
- с. Матяшовка
- с. Свечковка
- с. Стадня